# Liste der Mitglieder der American Academy of Arts and Sciences/1935
Im Jahr 1935 wählte die American Academy of Arts and Sciences 35 Personen zu ihren Mitgliedern.

## Neu gewählte Mitglieder
- Charles Henry Beeson (1870–1949)
- Charles Henry Blake (1901–1981)
- Gilbert Ames Bliss (1876–1951)
- Robert Johnson Bonner (1868–1946)
- John Franklin Daniel (1873–1942)
- Tyler Wilbur Dennett (1883–1949)
- Bernard Ogilvie Dodge (1872–1960)
- Luigi Einaudi (1874–1961)
- Oliver Lanard Fassig (1860–1936)
- Tenney Frank (1876–1939)
- Jerome Davis Greene (1874–1959)
- Charles Grove Haines (1879–1948)
- Louis Harris (1897–1985)
- Clark Leonard Hull (1884–1952)
- John Maynard Keynes (1883–1946)
- René Maunier (1887–1951)
- Warren Judson Mead (1883–1960)
- Charles Elwood Mendenhall (1872–1935)
- Benjamin Dean Meritt (1899–1989)
- Karl Friedrich Meyer (1884–1974)
- Nicholas Athanasius Milas (1897–1971)
- Henry Murray (1893–1988)
- Henry Washington Prescott (1874–1943)
- Tracy Jackson Putnam (1894–1975)
- Floyd Karker Richtmyer (1881–1939)
- Henry Arthur Sanders (1868–1956)
- James Brown Scott (1866–1943)
- Henry Lee Shattuck (1879–1971)
- William Wright Smith (1875–1956)
- Walter Raymond Spalding (1865–1962)
- Sebald Rudolf Steinmetz (1862–1940)
- Robert Jemison Van de Graaff (1901–1967)
- Bertram Eugene Warren (1902–1991)
- Derwent Stainthorpe Whittlesey (1890–1956)
- Robert Sessions Woodworth (1869–1962)